# Línea 47 (Movibus)
La línea 47 de la red de autobuses interurbanos de la Región de Murcia (Movibus) une San Pedro del Pinatar con Cartagena pasando por Los Alcázares.

## Características
Fue puesta en servicio el 3 de diciembre de 2021, con la entrada en vigor de la primera fase de Movibus.
La línea mantiene los mismos horarios todo el año (exceptuando las vísperas de festivo y festivos de Navidad), tan sólo operando de lunes a sábados laborables. No presta servicio domingos y festivos.
Pertenece a la concesión RMU-004 "Metropolitana Cartagena-Mar Menor", y es operada por ALSA (TUCARSA).

## Horarios
Los horarios que no sean cabecera son aproximados.
| Lunes a viernes laborables        |                                   |                                   |                                   |                                   |                                   |                                   |                                   |                                   |                                   |                                   |                                   |
| San Pedro del Pinatar > Cartagena | San Pedro del Pinatar > Cartagena | San Pedro del Pinatar > Cartagena | San Pedro del Pinatar > Cartagena | San Pedro del Pinatar > Cartagena | San Pedro del Pinatar > Cartagena | Cartagena > San Pedro del Pinatar | Cartagena > San Pedro del Pinatar | Cartagena > San Pedro del Pinatar | Cartagena > San Pedro del Pinatar | Cartagena > San Pedro del Pinatar | Cartagena > San Pedro del Pinatar |
| San Pedro                         | La Ribera                         | San Javier                        | Hospital Los Arcos                | Los Alcázares                     | Cartagena                         | Cartagena                         | Los Alcázares                     | Hospital Los Arcos                | San Javier                        | La Ribera                         | San Pedro                         |
| 07:00                             | 07ː15                             | 07:25                             | →                                 | 07:45                             | 08:15                             | 08:30                             | 08:50                             | 09:10                             | 09:15                             | 09ː25                             | 09:45                             |
| 10:00                             | 10ː15                             | 10:25                             | 10:30                             | 10:45                             | 11:15                             | 11:30                             | 11:50                             | 12:10                             | 12:15                             | 12ː25                             | 12:45                             |
| 13:00                             | 13ː15                             | 13:25                             | 13:30                             | 13:45                             | 14:15                             | 14:30                             | 14:50                             | 15:10                             | 15:15                             | 15ː25                             | 15:45                             |
| 16:00                             | 16ː15                             | 16:25                             | 16:30                             | 16:45                             | 17:15                             | 17:30                             | 17:50                             | 18:10                             | 18:15                             | 18ː25                             | 18:45                             |
| 19:00                             | 19ː15                             | 19:25                             | 19:30                             | 19:45                             | 20:15                             | 20:30                             | 20:50                             | 21:10                             | 21:15                             | 21ː25                             | 21:45                             |
| Sábados laborables                |                                   |                                   |                                   |                                   |                                   |                                   |                                   |                                   |                                   |                                   |                                   |
| San Pedro del Pinatar > Cartagena | San Pedro del Pinatar > Cartagena | San Pedro del Pinatar > Cartagena | San Pedro del Pinatar > Cartagena | San Pedro del Pinatar > Cartagena | San Pedro del Pinatar > Cartagena | Cartagena > San Pedro del Pinatar | Cartagena > San Pedro del Pinatar | Cartagena > San Pedro del Pinatar | Cartagena > San Pedro del Pinatar | Cartagena > San Pedro del Pinatar | Cartagena > San Pedro del Pinatar |
| San Pedro                         | La Ribera                         | San Javier                        | Hospital Los Arcos                | Los Alcázares                     | Cartagena                         | Cartagena                         | Los Alcázares                     | Hospital Los Arcos                | San Javier                        | La Ribera                         | San Pedro                         |
| 09:00                             | 09ː15                             | 09:25                             | 09:30                             | 09:45                             | 10:15                             | 12:00                             | 12:20                             | 12:40                             | 12:45                             | 12ː55                             | 13:15                             |
| 13:30                             | 13ː45                             | 13:55                             | 14:00                             | 14:15                             | 14:45                             | 15:00                             | 15:20                             | 15:40                             | 15:45                             | 15ː55                             | 16:15                             |
| 16:30                             | 16ː45                             | 16:55                             | 17:00                             | 17:15                             | 17:45                             | 19:30                             | 19:50                             | 20:10                             | 20:15                             | 20ː25                             | 20:45                             |

## Recorrido y paradas

### Sentido Cartagena
| Parada                                      | Común con                   |
| ------------------------------------------- | --------------------------- |
| Estación de Autobuses San Pedro del Pinatar | 46 48A 48B 49 410 411       |
| Avda. de Las Salinas                        | 46 48A 49                   |
| Pescadores de San Pedro                     | 46 48A 49                   |
| Fábrica de Chocolate                        | 46 48A 49                   |
| Gasolinera Lo Pagán                         | 46 48A 49                   |
| Lo Pagán (Feria)                            | 46 48A 49                   |
| Hotel Neptuno                               | 46 48A 49                   |
| Calle Hortensia                             | 48A 49                      |
| Avda. Academia General del Aire             | 48A 49                      |
| Virgen de Loreto - Kiosco                   | 46 48A 49                   |
| Virgen de Loreto, 70                        | 46 48A 49                   |
| La Ribera - Guardia Civil                   | 46 48A 49                   |
| Pescadores de la Ribera                     | 46 48A 49                   |
| Cuatro Picos                                | 48A 49                      |
| Los Bloques                                 | 48A 49                      |
| Av. Calderón de la Barca - Parque Almansa   | 48A 49                      |
| Calle Jabalina (Desvío)                     | 48A 49                      |
| San Javier (Av. Pinatar)                    | 46 48A 48B 49 411           |
| Los Canteros                                | 48A 48B 49 411              |
| Pozo Aledo                                  | 48A 49 411                  |
| Hospital Los Arcos                          | 48A 49 411                  |
| Los Narejos - Av. Cartagena                 | 46                          |
| Los Narejos (Pza. Miguel de Cervantes)      | 46                          |
| Av. Los Narejos                             | 46                          |
| Los Alcázares - La Abuela                   | 46                          |
| Los Alcázares - Av. 13 de Octubre           |                             |
| Los Alcázares - Aluminios Segura            |                             |
| Alfonso XIII - Hospital del Rosell          | 1 4 6 7 12 14 24 42C 45 411 |
| Estación de Autobuses Cartagena             | 21 30 41 42C 43 45 411      |

### Sentido San Pedro del Pinatar
| Parada                                      | Común con              |
| ------------------------------------------- | ---------------------- |
| Estación de Autobuses Cartagena             | 21 30 41 42C 43 45 411 |
| Alfonso XIII - Hospital del Rosell (Frente) | 4 6 12 42C 45 411      |
| Los Alcázares - Aluminios Segura            |                        |
| Los Alcázares - Ayuntamiento                | 46                     |
| Los Alcázares - La Abuela                   | 46                     |
| Av. Los Narejos                             | 46                     |
| Los Narejos (Pza. Miguel de Cervantes)      | 46                     |
| Los Narejos - Av. Cartagena                 | 46                     |
| Hospital Los Arcos                          | 48A 49 411             |
| Pozo Aledo                                  | 48A 49 411             |
| Los Canteros                                | 48A 48B 49 411         |
| San Javier (Parque Almansa)                 | 48A 49                 |
| Los Bloques                                 | 48A 49                 |
| Cuatro Picos                                | 48A 49                 |
| Pescadores de la Ribera                     | 46 48A 49              |
| La Ribera - Guardia Civil                   | 46 48A 49              |
| Virgen de Loreto, 70                        | 46 48A 49              |
| Virgen de Loreto - Kiosco                   | 46 48A 49              |
| Avda. Academia General del Aire             | 48A 49                 |
| Calle Hortensia                             | 48A 49                 |
| Hotel Neptuno                               | 46 48A 49              |
| Lo Pagán (Feria)                            | 46 48A 49              |
| Gasolinera Lo Pagán                         | 46 48A 49              |
| Fábrica de Chocolate                        | 46 48A 49              |
| Pescadores de San Pedro                     | 46 48A 49              |
| Avda. de Las Salinas                        | 46 48A 49              |
| Estación de Autobuses San Pedro del Pinatar | 46 48A 48B 49 410 411  |